# Dichterbij dan ooit (album)
Dichterbij dan ooit is het tiende studioalbum van de Tröckener Kecks verschenen op CD in 1997. Het album werd opgenomen in Nederland. Er werden vier nummers op CD-single uitgebracht.

## Nummers
| Nr. | Titel                       | Schrijver(s)                                            | Duur |
| --- | --------------------------- | ------------------------------------------------------- | ---- |
| 1.  | Zeg nooit nooit             | Leo Kenter, Rick de Leeuw, Rob de Weerd, Theo Vogelaars | 3:23 |
| 2.  | Jaloezie                    | Leo Kenter, Rick de Leeuw, Rob de Weerd, Theo Vogelaars | 4:16 |
| 3.  | Twintig-jaar-geleden-meisje | Leo Kenter, Rick de Leeuw, Rob de Weerd, Theo Vogelaars | 3:31 |
| 4.  | Paradijs                    | Leo Kenter, Rick de Leeuw, Rob de Weerd, Theo Vogelaars | 4:24 |
| 5.  | Meisjes                     | Raymond van het Groenewoud                              | 4:13 |
| 6.  | Geen tijd te verliezen      | Leo Kenter, Rick de Leeuw, Rob de Weerd, Theo Vogelaars | 3:35 |
| 7.  | Maria                       | Leo Kenter, Rick de Leeuw, Rob de Weerd, Theo Vogelaars | 2:48 |
| 8.  | Verloren zoon               | Leo Kenter, Rick de Leeuw, Rob de Weerd, Theo Vogelaars | 5:07 |
| 9.  | Als grootvader sprak        | Leo Kenter, Rick de Leeuw, Rob de Weerd, Theo Vogelaars | 4:10 |
| 10. | Met grote ogen              | Leo Kenter, Rick de Leeuw, Rob de Weerd, Theo Vogelaars | 4:27 |
| 11. | Alles went                  | Leo Kenter, Rick de Leeuw, Rob de Weerd, Theo Vogelaars | 4:13 |
| 12. | Monster in mij hoofd        | Leo Kenter, Rick de Leeuw, Rob de Weerd, Theo Vogelaars | 5:54 |

## Muzikanten
De credits op de oorspronkelijke CD vermeldden:
- Gerdien Blankenstijn - achtergrond zang in Jaloezie
- Leo Kenter - tamboerijn
- Gerben Ibelings - drums
- Rick de Leeuw - zang
- Fay Lovsky - theremin in Paradijs
- Peter Meuris - percussie in Jaloezie
- Boy Raaymakers - trompet in Alles went
- Theo Vogelaars - bas
- Rob de Weerd - gitaar
- Rob van Zandvoort - toetsen